# Euryoryzomys
Euryoryzomys (Weksler, Percequillo & Voss, 2006) è un genere di roditori della famiglia dei Cricetidi.

## Descrizione

### Dimensioni
Al genere Euryoryzomys appartengono roditori di piccole dimensioni, con lunghezza della testa e del corpo tra 90 e 165 mm, la lunghezza della coda tra 100 e 185 mm e un peso fino a 115 g.

### Caratteristiche craniche e dentarie
Il cranio presenta un rostro lungo ed affusolato, una scatola cranica allungata provvista di una cresta sagittale poco sviluppata. I fori palatali variano tra le specie. gli incisivi superiori sono arancioni ed opistodonti, ovvero con le punte rivolte verso l'interno della bocca. 
Sono caratterizzati dalla seguente formula dentaria:

### Aspetto
Le parti dorsali variano dal giallastro brizzolato al bruno-rossastro mentre le parti ventrali sono biancastre con la base dei peli grigia. Le orecchie sono grandi. Le zampe posteriori sono lunghe e sottili ed hanno dei ciuffi biancastri ben sviluppati alla base degli artigli. La coda è più lunga della testa e del corpo ed è scura sopra e più chiara sotto.

## Distribuzione
Il genere è diffuso in tutta l'America meridionale.

## Tassonomia
Il genere comprende 6 specie:
- Euryoryzomys emmonsae
- Euryoryzomys lamia
- Euryoryzomys legatus
- Euryoryzomys macconnelli
- Euryoryzomys nitidus
- Euryoryzomys russatus